# Tadone (torrente)
Il torrente Tadone è un corso d'acqua della provincia di Bergamo. Nasce dal Monte Misma e confluisce dopo 8 km da destra nel Cherio a Trescore Balneario, in Val Cavallina. Il corso del torrente si snoda nei comuni di Cenate Sopra, Cenate Sotto e Trescore Balneario.
Il torrente ha una modesta portata, circa 0,400 m³/s alla foce nel Cherio.
Però la portata non è mai costante tutto l'anno, per colpa dei prelievi massicci d'acqua della centrale idroelettrica di Trescore Balneario, che nell'ultimo tratto in paese fino alla foce, lo prosciugano totalmente.
Inoltre parte dell'ultimo tratto, dopo l'ingresso in Trescore Balneario, nasconde l'acqua sotto un sottile strato di terra coperta dalla vegetazione.